# Helmut Dreßler
Helmut Dreßler (* 5. Dezember 1910 in Leipzig; † 17. Dezember  1974 in Frankfurt am Main) war ein deutscher Verleger und Geschäftsführer der Buchgemeinschaft Büchergilde Gutenberg von 1946 bis 1974.

## Leben
Helmut Dreßler war der ältere Sohn von Bruno Dreßler, dem Gründer der Buchgemeinschaft Büchergilde Gutenberg. Er besuchte die Volks- und Realschule in Leipzig und danach vier Jahre die Luisenstädtische Oberrealschule in Berlin. 1931 machte er das Abitur. Er begann ein Studium der Rechtswissenschaft in Heidelberg. Nach der Machtübernahme durch die Nationalsozialisten wurde er im Juni 1933 verhaftet und war acht Wochen im Gefängnis. Er hatte an einer verbotenen Veranstaltung teilgenommen und wurde deshalb auch vom Studium an allen deutschen Universitäten ausgeschlossen. Dreßler zog 1934 zu seinem Vater in die Schweiz und studierte Volks- und Betriebswirtschaft an der Universität Bern. Er konnte das Studium 1938 mit Promotion abschließen, obwohl er sich ab 1935 vier Jahre lang in einem Sanatorium in Leysin aufhielt. 
Dreßler reiste Anfang 1941 nach Deutschland zurück, weil er keine Arbeitsgenehmigung für die Schweiz erhielt. Davor hat er eine kurze Zeit in Rom und Perugia studiert. Er arbeitete als Werbeassistent in Frankfurt am Main und ab 1943 als Leiter des Rechnungswesen  bei einer Wirtschaftsberatungsgesellschaft in Berlin. Im Oktober 1944 kehrte er noch einmal in die Schweiz zurück, um sich von seiner früheren Krankheit in Arosa zu erholen. Er arbeitete bei seinem Vater in der schweizerischen Büchergilde in allen Bereichen, da ihm eine Einreise nach Deutschland untersagt wurde.
Nach Beendigung des Krieges  kehrte er im Herbst 1946  nach Deutschland zurück und baute die Büchergilde Gutenberg nach Erteilung der Lizenz wieder auf. Dreßler übernahm die Geschäftsführung und führte die Büchergilde mit großem Erfolg zu einer der größten Buchgemeinschaften in Deutschland bis zu seinem Tode im Jahre 1974.
Er war verheiratet und hatte einen Sohn. Sein Nachlass befindet sich im Fritz-Hüser-Institut für Literatur und Kultur der Arbeitswelt in Dortmund. Er ist inzwischen erschlossen; ein Findbuch   liegt vor. 

## Anerkennung
- 1971: Großes Bundesverdienstkreuz[3]

## Mitgliedschaften
- seit 1952	Vorsitzender des Arbeitskreises der Buchgemeinschaften im Börsenverein des deutschen Buchhandels
- bis 1968	Mitglied der Abgeordneten-Versammlung des Börsenvereins
- Mitglied des Verlegerausschusses des Börsenvereins
- seit 1970	Mitglied des Wahlausschusses für die ehrenamtlichen Funktionäre des Börsenvereins
- Revisor im Börsenverein
- Vorstandsmitglied der Gruppe Sozialistischer Verleger und Buchhändler
- Mitglied des Kuratoriums der Deutschen Bibliothek
- Mitglied des Aufsichtsrates der WWK-Versicherungen
- Mitglied des PEN-Club
- Mitglied Rotary

## Veröffentlichungen
- „Die Wirtschaftlichkeit der Buchhaltung“ (Dissertation), Bern 1938
- Werden und Wirken der Büchergilde Gutenberg, Büchergilde Guttenberg, Zürich 1946